# Weak Signal Propagation Reporter
Weak Signal Propagation Reporter (WSPR, engl. Aussprache whisper für „Flüstern“) ist die Bezeichnung eines automatischen Datenübertragungsverfahrens, das sichere Übermittlung auch noch bei sehr stark gestörtem Übertragungskanal ermöglicht (z. B. sehr schwaches Nutzsignal gestört durch thermisches Rauschen). Es wird vor allem im Amateurfunkdienst, aber auch teilweise kommerziell genutzt.

## Verwendung
Kurzwellensignale können oft weltweit übermittelt werden, weil die oberen Schichten der Ionosphäre für Frequenzen unterhalb etwa 9 MHz bei jedem Einfallswinkel reflektierend wirken. Die nutzbare Frequenz kann bei flacherem Strahlungswinkel und geeigneter Sonnenaktivität bis etwa 50 MHz steigen, ist jedoch kaum vorhersagbar. Deshalb wird zur laufenden Ermittlung der Ausbreitungsbedingungen auf Kurzwelle die Empfangsqualität entfernter Bakensender aufgezeichnet. Neben den bereits länger verwendeten Baken, die in Morsetelegrafie senden, gibt es weitere Systeme. Ein besonders gut für das Studium von Ausbreitungsbedingungen geeignetes Verfahren ist WSPR, wegen der geringen Bandbreite ist es jedoch anfällig für Dopplerverschiebung. Die Signale dieser leistungsschwachen Baken können bis zu 32 dB unter den Störsignalen liegen (d. h. die Leistung des Nutzsignals beträgt weniger als ein Tausendstel der Leistung der Störsignale, bezogen auf eine NF-Bandbreite von 2,5 kHz). Um das zu erreichen, werden die Daten auf der Senderseite mittels Faltungscodes kodiert und auf der Empfangsseite mittels Viterbi-Algorithmus dekodiert.

## Beschreibung
WSPR wurde 2008 von dem Funkamateur und Nobelpreisträger für Physik Professor Joseph Hooton Taylor, Jr. (K1JT) als Teil der WSJT-Protokollgruppe entwickelt. Aussendung und Empfang der Signale erfolgt über einen an die Soundkarte angeschlossenen Sende-Empfänger für Einseitenbandmodulation. Das WSPR-Verfahren verwendet Frequenzumtastung mit vier Symbolfrequenzen (4-FSK) und bietet im Rahmen der Faltungskodierung eine Vorwärtsfehlerkorrektur. Die Uhren von Sender und Empfänger müssen auf wenige Sekunden genau synchronisiert sein. Die Aussendungen erfolgen über Intervalle von 2 Minuten Dauer, die jeweils zu geradzahligen Minuten beginnen (z. B. von xx:04 Uhr bis xx:06 Uhr usw.)
Das WSPR-Signal hat eine sehr geringe Bandbreite von 5,9 Hz. Es benötigt damit etwa nur 0,1 % der Bandbreite eines AM-Rundfunksignals. In der von der WSPR-Software unterstützten Empfangsbandbreite von lediglich 200 Hz können mehrere Signale gleichzeitig empfangen und dekodiert werden.
WSPR erfreut sich im Amateurfunkdienst weltweit einer steigenden Beliebtheit für Bakenaussendungen vor allem auf Kurzwelle auf den Amateurfunkbändern von 160 bis 6-Meter- und auf den langwellig für Funkamateure nutzbaren Frequenzen des 630-Meter und 2,2-Kilometer-Bands. Auch terrestrische Reichweitentests im VHF/UHF-Bereich (144 / 430 MHz) werden durchgeführt.

## Software

### WSPR
Taylor stellte mit der Vorstellung des Verfahrens auch eine entsprechende Software WSPR für PC mit Soundkarte als freie Software unter der GNU General Public License zur Verfügung. Die Software unterstützt das automatische Hochladen dekodierter WSPR-Signale auf die Website WSPRnet.org, die für jedermann zugänglich ist. Dort werden die empfangenen Informationen gespeichert und ausgewertet. Z. B. erfolgt die Darstellung von Sende- und Empfangsorten auf einer Weltkarte, was bei klassischen Ausbreitungsbaken nicht der Fall ist.
Seit November 2009 ist WSPR Version 2.0 erhältlich. Die Version 2.0 von WSPR beinhaltet eine Erweiterung der Software zur Steuerung gängiger Amateurfunkgeräte über die CAT-Schnittstelle (serielle bzw. via USB emulierte Schnittstelle zur Steuerung der Funkgeräte). Weiterhin wurde das WSPR-Protokoll modifiziert, um nun auch Rufzeichen mit Präfix zum Beispiel DL/ und Suffixerweiterungen /p und auch volle QTH-Locator (Standortkennungen) zu übertragen. Die Website WSPRnet.org mit der dort integrierten Datenbank unterstützt alle durchgeführten Erweiterungen der Version 2.0 von WSPR.

### WSPR-X
Seit Januar 2013 existiert eine neue Softwarevariante, WSPR-X, welche neben dem bisherigen 2-Minuten-Modus die Baken-Aussendungen im 15-Minuten-Intervall ermöglicht. (z. B. von xx:00 Uhr bis xx:15 Uhr usw.) Im Vergleich zum 2-Minuten-Modus wird eine 9 dB höhere Empfindlichkeit erreicht. Zweck dieses neuen Modus ist vor allem die Erleichterung des WSPR-Betriebs auf Lang- und Mittelwelle, da der Tonabstand von nur 0,183 Hz kleiner ist als die Doppler-Verschiebung, die auf Kurzwelle typischerweise auftritt.

### WSJT-X
Das Programm WSJT-X implementiert neben den neuen WSJT-Betriebsarten JT4, JT9, JT65, QRA64 und ISCAT auch MSK144 und WSPR. Somit deckt WSJT-X alle von K1JT entwickelten Betriebsarten für Lang-, Mittel-, Kurz-, Ultrakurz- sowie Zentimeterwelle, inklusive der für Erde-Mond-Erde bevorzugten JT65 und QRA64 sowie der optimierten Betriebsart JT4, ab. Somit wird auch für WSPR keine zusätzliche Software, wie WSPR oder WSPR-X mehr benötigt.

### Alternative WSPR-Empfangssoftware für LINUX/Banana Pi
Neben der Originalsoftware gibt es auch eine Software von Steven Franke (K9AN), bei der der Decoder in der Programmiersprache C geschrieben wurde. Diese Software läuft auch auf Rechnern kleinerer Leistung wie dem Raspberry Pi oder Banana Pi.
Der Dekoder kann mit einer graphischen Benutzeroberfläche unter X Window System oder über Shell betrieben werden.

## Hardware

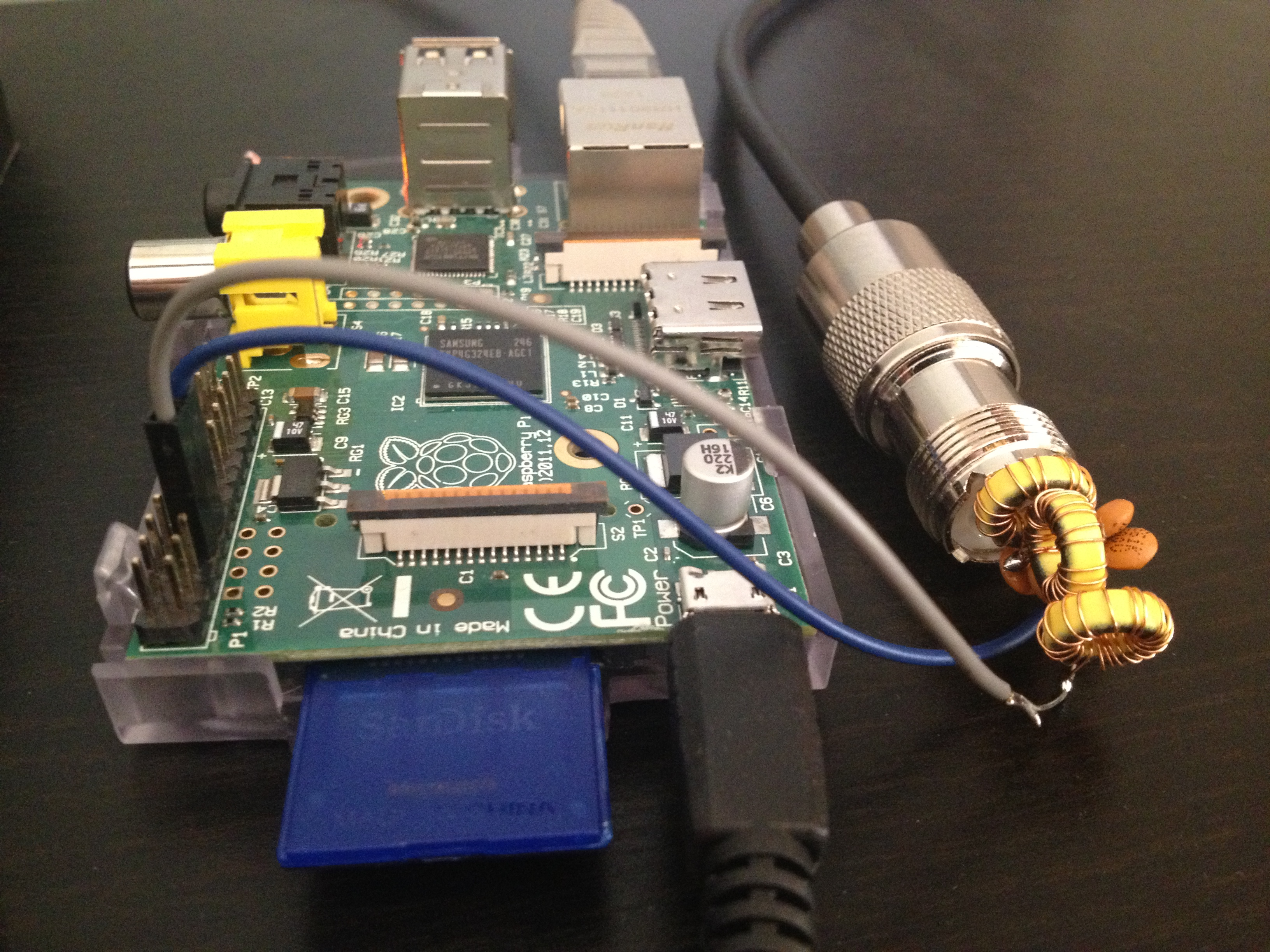
Raspberry Pi als WSPR-Sender

Üblicherweise besteht eine WSPR-Station aus einem Computer und einem Transceiver. Es ist jedoch ebenso möglich, mit einfachen Mitteln Baken selbst zu bauen oder spezielle Bakensender-Bausätze wie zum Beispiel von QRP Labs zu verwenden.
Für den Empfang reicht auch ein einfacher Direktmischempfänger mit einem Schwingquarz als Eingangsfilter.

## Sonstiges
Anomalien in den WSPRnet-Datenbankeinträgen wurden auf Flugzeuge im Flug zurückgeführt. Auf diese Weise wurde eine vermutete Flugroute des vermissten Flugs MH370 bestimmt.